# Большой Кунгуль (село)
Большой Кунгуль — упразднённое село в Ромненском районе Амурской области, Россия. Исключено из учётных данных в 1977 году.

## География
Село располагалось на правом берегу реки Большой Кунгуль в месте впадения в неё реки Малый Кунгуль, на расстоянии примерно 16,5 километра (по прямой) к северо-востоку от села Придорожное.

## История
Село основано в 1914 году. По данным на 1916 год деревня Больше-Кунгуль состояла из 9 дворов (население составляло 29 человек) и входила в состав Тарбогатайской волости 4 стана Амурского уезда Амурской области.
По данным 1926 года в Большом Кунгуле имелось 24 хозяйства (22 крестьянского типа и 2 прочих) и проживало 120 человек (60 мужчин и 60 женщин). В национальном составе населения преобладали русские. В административном отношении входил в состав Придороженского сельсовета Александровского района Амурского округа Дальневосточного края.
Решением Амурского облисполкома № 116 «Об изменениях в административно-территориальном делении области» от 14 апреля 1977 г. село Большой Кунгуль исключено из учётных данных